# Desa Kedungjaya (administrativ by i Indonesien, lat -6,15, long 107,02)
Desa Kedungjaya är en administrativ by i Indonesien.   Den ligger i provinsen Jawa Barat, i den västra delen av landet, 21 km öster om huvudstaden Jakarta.